# Дан Гослинг
Даниъл Гослинг (на английски: Daniel Gosling), по-известен като Дан Гослинг, е английски професионален футболист, десен полузащитник. Той е играч на Евертън. Висок е 178 см.
Гослинг може да играе и като десен бек.